# Лана Ра
Лана Ра (творчий псевдонім ,Світлани Конощук 24 березня 1973, Київ) — українська письменниця, сценаристка, драматургиня, художниця.
Гран-Прі ANIMAFILM International Animation Festival (Азербайджан), Двічі Лауреат премії Коронація слова. Міжнародного літературного конкурсу "Гранд Коронації слова". Лауреат VIII Міжнародного бієнале сучасної драматургії «Free Theatre». Живе та працює в Києві. Сценаристка декількох серій анімаційного серіалу «Моя країна Україна» студії «Новаторфільм» (керівник Степан Коваль). За п'єсами ставлять вистави творчі дитячі колективи України, Естонії.

Facebook www.facebook.com/LanaRaWriter
Instagram www.instagram.com/lana_ra_writer

## Навчання
- Республіканська художня середня школа ім. Т. Г. Шевченка, м. Київ (живопис, графіка).
- Університет Мистецтв м. москва (живопис, графіка).
- Державний Педагогічний Університет ім. М. П. Драгоманова, м. Київ (образотворче мистецтво та молодші класи).
- Сценарні курси телекомпанії «Інтер», м. Київ (2011) (сценарист)[1].

## Досвід роботи
- Працювала у рекламних агенціях. Ідейне та художнє супроводження та реалізація проектів.
- Художник-ілюстратор, графічний дизайнер, артдиректор. Співпраця з видавництвами.
- Казки друкувалися у періодичних виданнях: «Пізнайко», «Ангелятко», «Перше вересня», «Дитячий садок», «Початкова освіта» [2].

## Казки
- Математичні пригоди.
- Веселий футбол.
- Динозаврикова вежа.
- Чому на спині сонечко має чорні крапочки?.
- Маленька історія маленького Кораблика.
- Де живе святий Микола.
- Зимовир.
- Шубки маленької Сніжинки.
- Справжнє Різдво у Ґудзи-країні.
- Снігова Хмаринка, Біла Мишка та Біла Павучиха.
- Бабки-їжки та Листопад (Чаклунки-дивачки та Листопад)
- Духмяний чай тітоньки Завірюхи.
- Нісохлюпчики й веселка.
- Як рятували країну Мережину
- Ґу'дзи-му'дзи — Королева Країни загублених Ґудзиків.[3]
- Обережно, незнайомець!
- серія казок «Чаклунки-дивачки, чари та катастрофи»
- Як розвеселити Самотність
- Конячка Камелія та Тихе вушко
- Каракулі Каракуля
- РЕЧІ-СТАРЕЧІ
- Страхусик-Жахусик, Моторошно Геніальний
- Дракон Жарон
- Війна, я закреслю тебе!
- Деякі казки входять до шкільної програми.

## Спільні проєкти
- Ґудзи-мудзи. Королева Країни загублених ґудзиків (2023) — ілюстрований комікс, створений у співавторстві з Ланою Ра (Світланою Конощук), за її казкою. Художницею та співавторкою коміксу виступила Наталія Тарасенко.

## Відзнаки
- 2009 — дипломант літературного конкурсу «Різдвяне диво» м. Київ, Різдвяні казки.
- 2011 — п'єса для дітей ввійшла у лонг-лист конкурсу «Євразія» Єкатеринбург
- 2012 — сценарій анімаційного фільму в п'ятірці найкращих у французько-українському конкурсі «Тандем»
- 2012 — П'єса «Час відьом» увійшла до фіналу конкурсу «Тиждень актуальної п'єси»
- 2012 — Дипломант міжнародного літературного конкурсу «Коронація слова» у номінації «Кіносценарії для дітей»
- 2013 — Перша премія міжнародного літературного конкурсу «Коронація слова» у номінації «Кіносценарії для дітей»
- 2013 — Краща дебютна робота в конкурсі відеопоезії «CYCLOP»
- 2014 — Анімаційний фільм «Козацька дума про Якима, віргів та царя Клюка» (студія «Новаторфільм») потрапив до конкурсної програми бразильського міжнародного анімаційного фестивалю «Brasil stopmotion»
- 2015 — Анімаційний фільм «Казочка про місто Борщів» увійшов до фестивальної програми в Італії м. Бергамо.
- 2015 — «Тиждень актуальної п'єси» П'єса для дитячого театру «Камелія, скутер або як розвеселити самотність» отримала відзнаку експертної ради фестивалю.
- 2015 — Міжнародний конкурс п'єс «Час драми осінь» П'єса для дитячого театру «Пуговка-Шмуговка — королева страны потерянных пуговиц» потрапила у шорт-лист.
- 2015 — Анімаційний фільм «Козацька дума про Якима, віргів та царя Клюка» (студія «Новаторфільм») отримав нагороду за кращий виховальний фільм (Італія)
- 2016 — «Тиждень актуальної п'єси» п'єса-фіналіст «Як рятували країну Мережину»
- 2016 — Анімаційний фільм «Козацька дума про Якима, віргів та царя Клюка» (студія «Новаторфільм») III місце, анімаційний фільм на кінофестивалі м. Бердичів.
- 2016 — Твори у короткому списку «Корнійчуковська премія»
- 2016 — II місце у VIII Міжнародному бієнале сучасної драматургії «Free Theatre» номінація «П'єса для дітей»
- 2016 — Перша премія міжнародного літературного конкурсу «Коронація слова» у номінації «Анімаційні сценарії для дітей»
- 2017 — Твори у короткому списку «Корнійчуковська премія»
- 2017 — «Тиждень актуальної п'єси» п'єса-фіналіст «Невчасно» (вибір театральних завлітів)
- 2018 — Міжнародний конкурс «ГаШоТю»
- 2018 — Міжнародний конкурс драматургії «Амплуа»
- 2019 — Міжнародний конкурс «ГаШоТю».
- 2021 — Лонг-лист конкурсу драматургії «Липневий мед»  п'єси «Каракулі Каракуля», «Конячка Камелія та Тихе вушко»
- 2021 — Двічі луареат Міжнародного літературного конкурсу «Гранд Коронація слова» Перша премія сценарій фільму для дітей «Зберігайте спокій» та Друга премія сценарій анімаційного фільму для дітей «Чаклунки-дивачки, чари та катастрофи»
- 2021 — Сценарій фіналіст конкурсу The Monkey Bread Tree Film Awards (Велика Британія)
- 2021 — Сценарій фіналіст конкурсу The Standalone Film Fest & Award (США)
- 2021 — Сценарій фіналіст конкурсу FICBC - Balneário Camboriú International Film Festival (Бразилія)
- 2021 — Сценарій фіналіст конкурсу Standalone Film Festival & Awards (США)
- 2021 — Сценарій фіналіст конкурсу Page Turner Screenplays (США)
- 2021 — Сценарій переможець. Гран-Прі ANIMAFILM International Animation Festival (Азербайджан)
- 2023 — Лонг-лист конкурсу драматургії «Липневий мед», п'єси «Війна, я закреслю тебе!», «Речі-старечі»

## Фільмографія
- 2013 — «Козацька дума про Якима, віргів та царя Клюка» (анімаційний серіал «Моя країна — Україна») студія «Новаторфільм» Держкіно
- 2013 — «Казочка про місто Борщів» (анімаційний серіал «Моя країна — Україна») студія «Новаторфільм» Держкіно
- 2017 — «Як розвеселити Самотність» студія «Новаторфільм». Режисер Степан Коваль Держкіно
- 2019 — «Козак Варвара та Дніпро» (анімаційний серіал «Моя країна — Україна») студія «Новаторфільм». Режисер Надія Лімова Держкіно
- 2019 — «Місто Лева» (анімаційний серіал «Моя країна — Україна») студія «Новаторфільм». Режисер Степан Коваль Держкіно
- У виробництві — «Мушля для вушка» студія «Новаторфільм». Режисер Степан Коваль Держкіно

## Сценографія
- 2017 — вистава для дітей «Як врятувати країну Мережину» (Луганський обласний академічний український музично-драматичний театр)
- 2017 — вистава «На межі» (театр-студія ім. Антоні Гауді м. Київ) Режисер Петро Армяновський, актори: Євгеній Конощук, Андрій Лагода, сценографія Кіра Перепелиця.
- 2017 — вистава для дітей «Обережно, Незнайомець!» театр ляльок «Дивосвіт» м. Луцьк
- 2018 — вистава «Невчасно» (Чернігівський обласний академічний український музично-драматичний театр імені Тараса Шевченка — прем'єра 27 листопада)[6]
- 2018 — вистава для дітей «Єгорка в країні ґудзиків» (Одеський академічний театр музичної комедії ім. М. Водяного — прем'єра грудень 2018)[7]
- 2018 — вистава «Невчасно» (театр «Соломія», м. Коломия — прем'єра 25 листопада)[8]
- 2019 — вистава для дітей «Королева зугублених ґудзиків» (Черкаський академічний обласний український музично-драматичний театр імені Т. Г. Шевченка — прем'єра грудень 2018)[9]
- 2019 — вистава для дітей «Обережно, Незнайомець!» (театр «Соломія», м. Коломия[10]
- 2019 — вистава «Чаклунки-дивачки» постановка дитячим колективом дітей з інклюзією, вадами слуху. Проект отримав підтримку Український культурний фонд[11]
- 2020 — вистава «Невчасно» (Львiвський академiчний обласний музично-драматичний театр iм. Юрiя Дрогобича - прем'єра 4 жовтня)
- 2021 — вистава «Твій не твій янгол» (Перший недержавний театр Маріуполя «Terra Incognita» (Свій театр для Своїх)
- 2022  — вистава «Як рятували країну Мережину» (Івано-Франківський академічний обласний театр ляльок ім. Марійки Підгірянки)
- 2023 — вистава «Каракулі Каракуля» (Київський муніципальний академічний театр ляльок на лівому березі Дніпра - прем'єра 3 червня) П'єси обирають дитячі театральні колективи для сценічних втілень Студенти обирають для дипломних постановок в театральних вузах.

## Діяльність
Разом з чоловіком Вадимом та сином Євгенієм Конощуком активно відвідують міста та містечка України з презентаціями книжок Лани Ра та анімаційної продукції «Новаторфільм». Неодноразово були на Сході України в таких містах, як Авдіївка, Маріуполь, Попасна, Сєвєродонецьк, Лисичанськ, Краматорськ, Слов'янськ.
Проводять творчі зустрічі в дитячих будинках та соціальних реабілітаційних центрах.
З 24 лютого 2022 року Лана Ра проводить безоплатні онлайн-уроки малювання для української малечі, які щоразу відвідує понад 150 дітей. Загалом вже проведено понад 400 безкоштовних занять, і це більше 4500 дітей зі всієї України та діти, вимушені переселенці за кордоном.
Такі заняття з арт-терапії допомагають відволіктися, переключити увагу дітей від війни.
У 2023 році було відкрито Благодійну організацію "Дитячий фонд Лани Ра"
Фонд Лани Ра на постійній основі здійснює збір коштів та творчих матеріалів для передачі дітям, які беруть участь в онлайн-малюванні, дітям – переселенцям, а також дітям, які живуть на деокупованих територіях чи поблизу зони бойових дій.
За 2023 рік фонд передав більше 400 творчих наборів дітям Харківщини та 131 наборів для відвідувачів безкоштовних онлайн-уроків малювання зі всієї України.
Фонд постійно надає гуманітарну допомогу та проводить освітні й творчі зустрічі для дітей, що проживають в містах, розташованих поблизу зон бойових дій та на деокупованих територіях.
За 2023 рік Лана Ра та команда волонтерів провели більше 30 творчих та арт-терапевтичних зустрічей в місті Харків та в Харківській області, які відвідало більше 400 дітей. Під час зустрічей було передано гуманітарну допомогу: творчі набори для малювання.
Паралельно з арт-терапевтичними заходами, Лана Ра започаткувала акцію «Читаємо разом з Ланою Ра» для дітей Барвінківської громади Харківської області. Її мета: популяризації читання серед дітей. Для селищних бібліотек Харківщини, де не вистачає книжок, Фонд збирає та надсилає книжки.
Додатково є регулярні творчі зустрічі в школах Києва. Та онлайн-зустрічі зі школярами всієї України.